# Concejo Municipal de Samborondón
El Concejo Cantonal de Samborondón es una entidad municipal considerada como Gobierno Descentralizado Autónomo del cantón Samborondón en la provincia del Guayas. Este representa al poder legislativo del cantón Samborondón como un órgano unicameral de siete ediles y un alcalde, establecidos según la Ley de Régimen Municipal.
Al tomar posesión de sus cargos, inmediatamente se levanta una sesión del Concejo para elegir de entre sus integrantes al designado como vicealcalde de la ciudad, así también se organizan las diferentes comisiones municipales.
De acuerdo a lo establecido por ley, sesionan una vez a la semana en el Municipio Cantonal de Samborondón
Para la aprobación de ordenanzas y leyes municipales, el procedimiento que siguen los concejales y el alcalde es debatir en dos debates el texto de la ordenanza o ley, para luego decidir su aprobación o rechazo, y tras ello, publicarla en el Registro Oficial.

## Conformación del concejo
Lo conforman siete concejales y un alcalde. Para el período 2023-2027 está integrado por:
| Dignidad           | Dignidad                   | Nombre del titular (2023 - 2027) | Nombre del titular (2023 - 2027) |
| ------------------ | -------------------------- | -------------------------------- | -------------------------------- |
| Alcalde            | Alcalde                    | Ing. Juan José Yúnez             | Ing. Juan José Yúnez             |
| Vicealcalde        | Vicealcalde                | Dra. Silvia Tutivén Ortega       | Dra. Silvia Tutivén Ortega       |
| Secretario general | Secretario general         | Abg. Walter Tamayo Arana         | Abg. Walter Tamayo Arana         |
| Concejales Urbanos |                            | Sr. Carlos Xavier Andrade        |                                  |
| Concejales Urbanos | Sr. José Francisco Tapia   |                                  |                                  |
| Concejales Urbanos | Srta. Alexis Calderón      |                                  |                                  |
| Concejales Urbanos | Abg. Elena Scheelje        |                                  |                                  |
| Concejales Rurales |                            | Ing. Yilda Rivera Cavagnaro      |                                  |
| Concejales Rurales | Lic. Walter Tagle Guerrero |                                  |                                  |